# Michael Meier (Verleger)
Michael Meier (auch Michael Burkhard-Meier und Michael Burkhard Meier; * 20. Dezember 1925 in Berlin; † 9. März 2015 in Viersen) war ein deutscher Kunsthistoriker und Verleger.

## Leben und Wirken
Michael Meier war der Sohn des Kunsthistorikers und Verlegers Burkhard Meier (1885–1946) und seiner Frau Erika, geb. Baensch. Von 1936 bis Anfang 1943 besuchte er das Mommsen-Gymnasium in Berlin. Anschließend war er Soldat. Nach der Entlassung aus der Kriegsgefangenschaft im Sommer 1947 legte er Ende 1947 in München die Reifeprüfung ab. Von 1948 bis 1950 macht er eine Buchhandelslehre. Im Sommersemester 1950 begann er das Studium der Kunstgeschichte und Klassischen Archäologie in Heidelberg, zum Sommersemester 1951 wechselte er an die Universität Freiburg. Vom Wintersemester 1952/53 bis zum Wintersemester 1953/54 studierte er in München, dann wieder in Freiburg. 1955 wurde er in Freiburg bei Kurt Bauch promoviert. 1960 trat er in den familieneigenen Deutschen Kunstverlag in München ein, 1961 wurde er dessen Geschäftsführer, 1971 Gesellschafter. Im Jahr 1991 verkaufte er den Verlag an den Hirmer Verlag. 

## Veröffentlichungen (Auswahl)
- Das spätmittelalterliche Wanddenkmal in Deutschland und den Niederlanden. Studien zur Typengeschichte des „Epitaphs“. Maschinenschirftilche Dissertation Freiburg im Breisgau 1955. (Enthält Lebenslauf)
- Deutschland. Bilder seiner Landschaft und Kultur, hrsg. von Martin Hürlimann. Einleitung von Ricarda Huch. (Bearbeitung der Bilderlegenden Michael Meier). Atlantis-Verlag, Zürich/Freiburg i. Br. 1956.
- Grünewald. Das Werk des Mathis Gothardt Neithardt. Atlantis Verlag, Zürich/Freiburg i. Br. 1957.
- mit Berthold Hackelsberger, Georg Himmelheber (Hrsg.): Festschrift Kurt Bauch. Kunstgeschichtliche Beiträge zum 25. November 1957. Deutscher Kunstverlag, München/Berlin 1957.
- Oberrhein: Elsass, Breisgau, Ortenau (Deutsche Lande Deutsche Kunst). Deutscher Kunstverlag, München/Berlin 1959.
- Das Achilleion (= Große Baudenkmäler, 179). Deutscher Kunstverlag, München/Berlin 1963.